# Thor Steinar
Тор Шта́йнер (также возможно произношение Тор Шта́йнар — от нем. Thor Steinar) — немецкая марка одежды, появившаяся в октябре 1999 года. Штаб-квартира бренда расположена по адресу Nuthestraße 1 - D-15749 Mittenwalde. В марте 2009 года Mediatex продала бренд компании International Brands General Trading, базирующейся в Дубае.
Компания Mediatex GmbH, стала переводить платежи через  Ajman Bank , UAE United Arab Emirates. Контролирует фабрики фирма  из Дубая Al Ajwad Textiles & Garments Trading.Spiegel Online. 27 May 2009. Retrieved 7 March 2012

## Логотип
Первоначальный логотип Thor Steinar представлял собой комбинацию двух символов рун: тейваз и совило (соулу). Тейваз-руна ассоциировалась в нордической мифологии с борьбой и действием, совило-руна означает «Солнце, энергия».
После судебного процесса скандал вокруг «Тор Штайнер» разгорелся не на шутку, один из судебных процессов поставил фирму перед необходимостью сменить логотип, составленный из рун «тейваз» и «совило», показавшийся антифашистам похожим на символику Нацистской Германии. «Тор Штайнер» разрабатывает новый логотип, — это руна гебо, символизирующая Дар, Гостеприимство и Брак. Новый логотип был «благословлён» немецкой прокуратурой, которая даже выдала «Тор Штайнер» аттестат надёжности и заявила, что новый символ не вызывает никаких отрицательных ассоциаций, а скорее напоминает по форме «Андреевский крест».
Рунический логотип и связанная с ним тема язычества подчёркивается используемыми элементами германской мифологии (такими как ворон, волки, имена богов — Тор, Балдер, места действия — Асгард).

## Преследование за пропаганду ультраправой идеологии
9 ноября 2004 года государственным судом г. Кёнигс-Вустерхаузен (ФРГ) было вынесено решение о конфискации изделий с логотипом данной торговой марки на всей территории ФРГ. Исполнение решения суда было, однако же, отложено. 17 ноября 2004 государственная прокуратура и полиция Германии предприняли ряд мер в отношении фирмы MediaTex. Фирма осуществляла сбыт продукции Thor Steinar до указанной даты в г. Цезен (округ Даме-Шпреевальд). Склад продукции был опечатан, сотрудники государственных служб произвели сбор вещественных доказательств.
Незадолго до этого окружной суд г. Нойруппин (ФРГ) отклонил жалобу 20-летнего гражданина, у которого на демонстрации в г. Ораниенбург (федеральная земля Бранденбург) в августе 2004 года была конфискована футболка с изображением Тора Стейнара. Суд пришёл к заключению, что использование логотипа данной торговой марки является нарушением законодательства на основании § 86a Abs. 2 Satz 2 StGB, поскольку рунический логотип Thor Steinar обладает несомненным сходством с символикой запрещённых законом антиконституционных организаций. Согласно заключению, ношение такого предмета одежды на публике является уголовным преступлением, ввиду того что надевающий «сознательно понимает сходство» и «осознаёт возможность путаницы» и, следовательно, использует данную символику в общественных местах преднамеренно.
Стилизованный Вольфсангель использовался брендом как логотип с 2002 по 2005 годы. После того как бренд сменил логотип в 2005 году, решения выше были обжалованы в высшем земельном суде Бранденбурга в 12.09.2005, где все обвинения были сняты на основании «чрезмерного комбинирования» брендом до такой степени, что «принадлежность может определить только специалист» и, вместе с тем, было подмечено повсеместное и обширное применение ультраправой стилизации,  рунных символов и стилизованных надписей на латинском: «Thor Steinar», «Division Thor Steinar» и «Asgard». В дальнейшем подобные решения выносились Берлинским апелляционным судом в декабре 2006 и высшим земельным судом Дрездена в феврале 2008.
После запрета марки Thor Steinar в Германии аналогичные меры принимались в Чешской Республике.
Правительство Норвегии подало в суд на компанию в феврале 2008 года за пришивание норвежского флага к многочисленным предметам одежды. По словам посла Норвегии в Германии, демократическое государство Норвегия не хочет, чтобы неонацисты злоупотребляли флагом его страны. Компания обжаловала этот иск.
Кроме того, с августа 2008 года компания Heckler & Koch начала юридическое преследование головной компании и закрытия деятельности посредников, распространяющих пуловер с изображением силуэта штурмовой винтовки G36 под клеймом «Визиты на дом» на пуловере.
13 июня 2012 года все восемь членов НДПГ появились в одежде Тора Штайнара на заседании саксонского государственного парламента. На основании этого они были выдворены председателем государственного парламента Матиасом Рёсслером из зала заседания.

## Thor Steinar в России
В 2008 году в Москве открылся фирменный магазин Thor Steinar. В ночь на 1 января 2009 года группой неизвестных был совершён поджог магазина, в результате которого ему был нанесён значительный ущерб.